# Boarmia virescens
Boarmia virescens är en fjärilsart som beskrevs av Turner 1947. Boarmia virescens ingår i släktet Boarmia och familjen mätare. Inga underarter finns listade i Catalogue of Life.